# Тупаланг (футбольний клуб)
Футбольний клуб «Тупаланг» або просто «Тупаланг» (узб.  «Topalang» Sariosiyo futbol klubi) — професійний узбецький футбольний клуб з міста Саріасія Сурхандар'їнської області.

## Історія
Футбольний клуб «Тупаланг» було засновано в містечку Саріасія в 2002 році.
В 2003 році у фінальній частині Другої ліги здобув право з наступного сезону виступати у Першій лізі. У 2004 році посів друге місце в Другій лізі, а в 2005 році дебютував у Вищій лізі. У 2007 році «Тупаланг» посів 12-те місце, але вже в 2008 році припинив виступи в чемпіонатах через банкрутство і був розформований.

## Досягнення
- Чемпіонат Узбекистану
  - 9-те місце (1): 2005

- Перша ліга Узбекистану
  -  Срібний призер (1): 2004

- Кубок Узбекистану:
  - 1/8 фіналу (1): 2007

## Відомі гравці
- / Равшан Бозоров
- Ільхом Шамурадов